# 23452 Drew
23452 Drew este o planetă minoră (asteroid) din centura de asteroizi. A fost descoperită pe 18 august 1988 la Observatorul Palomar de Carolyn S. Shoemaker. 
Obiectul prezintă o orbită caracterizată de o semiaxă mare de 1,9616631 UAi, o excentricitate de 0,09, o înclinație de 23,8709 ° în raport cu ecliptica.